# 莱恩·弗莱舍
莱恩·弗莱舍（丹麥語：Line Fleischer，1997年3月16日—），丹麥女子羽毛球運動員。

## 簡歷
2016年5月，莱恩·弗莱舍出戰希臘公開賽，與克劳迪娅·帕雷德斯合作打進女子雙打四強。

## 主要比賽成績
只列出曾進入準決賽的國際賽事成績：
| 年份   | 賽事               | 公開賽級別 | 項目     | 拍檔              | 成績   |
| ------ | ------------------ | ---------- | -------- | ----------------- | ------ |
| 2015年 | 荷蘭羽毛球國際賽   | 國際系列賽 | 女子雙打 | 伊本·伯格斯坦     | 準決賽 |
| 2016年 | 希臘羽毛球公開賽   | 國際系列賽 | 女子雙打 | 克劳迪娅·帕雷德斯 | 準決賽 |
| 2018年 | 捷克羽毛球國際賽   | 國際系列賽 | 女子雙打 | 苏珊·埃克伦德     | 準決賽 |
| 2018年 | 希臘羽毛球公開賽   | 國際系列賽 | 混合雙打 | 埃米尔·海贝尔     | 準決賽 |
| 2018年 | 威爾斯羽毛球國際賽 | 國際系列賽 | 女子雙打 | 苏珊·埃克伦德     | 亞軍   |

| 2007-2017年 | 首要超級賽 | 超級賽 | 黃金大獎賽 | 大獎賽 | 國際挑戰賽 | 國際系列賽 | 未來系列賽 | 其他 |

| 2018-2026年 | 總決賽 | 超級1000賽 | 超級750賽 | 超級500賽 | 超級300賽 | 超級100賽 | 國際挑戰賽 | 國際系列賽 | 未來系列賽 | 其他 |